# Rimma Dmitrijewna Kurutsch
Rimma Dmitrijewna Kurutsch (russisch Римма Дмитриевна Куруч; * 6. Mai 1938 im Dorf Balowo, Rajon Watscha, Oblast Gorki; † 8. Juli 2019 in Murmansk) war eine sowjetische bzw. russische Linguistin des Kildinsamischen. Sie war auch Mitbegründerin der Vereinigung der Kolasamen und nach der Gründung deren erste Vizepräsidentin.

## Leben
Das Studium am Staatlichen Pädagogik-Institut Belz in der Fachrichtung Russische Sprache, Literatur und Englische Sprache schloss Kurutsch 1961 ab. Darauf arbeitete sie als Lehrerin an moldauischen Landschulen bis 1964.
Es folgte die dreijährige Aspirantur am Institut der Nationalschulen der Akademie der Pädagogischen Wissenschaften der UdSSR, die Kurutsch 1967 mit der erfolgreichen Verteidigung ihrer Dissertation über die Methodik des Anfangsrussischunterrichts an den moldauischen Schulen für die Promotion zur Kandidatin der pädagogischen  Wissenschaften abschloss. Darauf arbeitete sie an der Universität Czernowitz mit Ernennung zur Dozentin 1971.
Ab 1975 lebte Kurutsch in Murmansk. Sie arbeitete am Pädagogik-Institut Murmansk, an der Marineingenieur-Hochschule Murmansk und im (heute nicht mehr bestehenden) Murmansker Sektor für Samische Sprachen des Linguistik-Instituts der Akademie der Wissenschaften der UdSSR (seit 1991 Russische Akademie der Wissenschaften).
Kurutsch leitete ab 1976 die Oblasst-Autorengruppe für die Erhaltung  und Entwicklung der Kildinsamischen Sprache. Zu den Arbeiten dieser Gruppe gehörte auch die Entwicklung eines kyrillischen Alphabets für Samisch in Russland (1982–1987). Es wurden Regeln für die Rechtschreibung und Zeichensetzung festgelegt (1995), eine Anfangsunterrichtsmethodik für die samischen Schulen wurde entwickelt, und 18 Lehrbücher wurden erarbeitet (1990–1991). Unter ihrer Leitung war das erste Kildinsamisch-Russisch-Wörterbuch mit 8000 Wörtern und 400 Sprichwörtern und Redewendungen entstanden. Sie leitete das Laboratorium für Samische Sprache des Arktischen Zentrums für wissenschaftliche Forschung.
Die Assoziation der indigenen kleinen Völker des Nordens, Sibiriens und des Fernen Ostens ehrte Kurutsch 2010 mit der Medaille „Für Treue dem Norden“.
Ab 2013 leitete Kurutsch den Öffentlichkeitsrat beim Ministerium für Soziale Entwicklung  der Oblast Murmansk.